# Leim
Leime (von mittelhochdeutsch līm „Leim“, wie „Lehm“, von mittelhochdeutsch leim, zu einer indogermanischen Wurzel lei-, „schleimig“, gehörig) sind wässrige Lösungen von Klebstoffen. Die DIN 16921 definiert Leime als "Lösungen von tierischen, pflanzlichen oder synthetischen Grundstoffen in Wasser".
Ursprünglich wurden insbesondere wasserfest aushärtende Leime fast ausschließlich auf Basis tierischer Proteine hergestellt. Dazu zählen die aus Milchprotein hergestellten Kaseinleime (z. B. Quarkleim) und die aus Häuten, Knochen und Horn gewonnenen Glutinleime (z. B. Knochenleim, Fischblasenleim, Hautleim, Hornleim aus Geweih oder Gehörn). Ein ähnlicher Leim wird aus Knorpel gewonnen. 
Varianten:
- Knochenleim: Vor Erfindung synthetischer Leime der meist verwendete Leim. Wird meist aus Schweineknochen gewonnen. Muss vor der Verarbeitung mit Wasser angesetzt und erwärmt werden.
- Haut- oder Hasenhautleim: Verhält sich wie Knochenleim, allerdings bleibt die Leimfuge etwas flexibler.
- Fischblasenleim: Muss nicht vor der Verarbeitung erwärmt werden.

Leime auf Basis von pflanzlicher Stärke werden auch als Kleister bezeichnet. Sie härten in der Regel nicht wasserfest aus und können einfach aus stärkehaltigen Produkten wie beispielsweise Kartoffel-, Weizen- oder Roggenmehl angerührt werden.
Andere pflanzliche Leime enthalten Dextrinen (Stärkegummi) oder Pflanzengummi als Bindemittel. 
Synthetische Leime bestehen aus Polykondensaten und Polymerisaten. 
Leime eignen sich besonders zur Verklebung kapillar saugfähiger Produkte wie Holz, Leder und Papier. Die Klebkraft entwickelt sich bei Verdunstung des enthaltenen Wassers, so dass keine Aushärtung unter Luftabschluss erfolgt. Leime bleiben nach Aushärtung teilweise flexibel.  
Leime haben große Bedeutung in der Holz-, Textil- und Papierindustrie.

## Verwendung

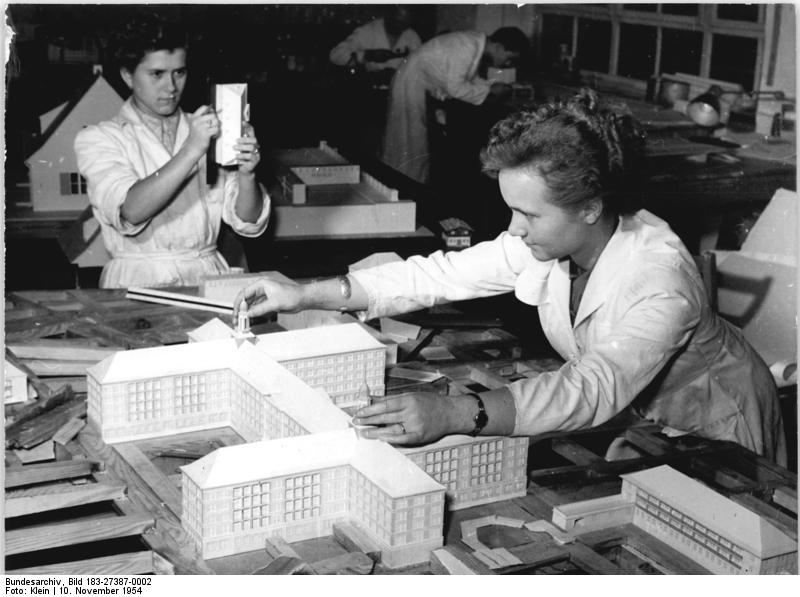
Modellbauerinnen bei der Verleimung der Pappkonstruktion des Krankenhauses Saalfeld (Thüringen)

Ihrem Verwendungszweck entsprechend werden Leime weiter in Holzleim, Papierleim, Tapetenkleister usw. unterteilt.
- Im Mittelalter war es das Handwerk des Vogelstellers (Vogelfängers), mit Leimruten kleine Vögel zu fangen (Vogelleim). Etwa 20 bis 30 cm lange Äste wurden mit starkem Leim („wazzerlîm“) bestrichen. Die Vögel wurden mit Beeren und Früchten angelockt und verfingen sich in den klebrigen Ästen. Davon sind im Deutschen die Redewendung „jemandem auf den Leim gehen“ und „jemanden leimen“ entstanden. Um 1400[3] entstand im ostmitteldeutschen Sprachraum[4] das älteste deutschsprachige Handbuch zur Leimherstellung.
- Leimringe werden um Obstbäume gebunden, um unerwünschte, den Stamm hinaufkriechende Insekten abzufangen.